# Pseudochthonius clarus
Pseudochthonius clarus är en spindeldjursart som beskrevs av Clarence Clayton Hoff 1963. Pseudochthonius clarus ingår i släktet Pseudochthonius och familjen käkklokrypare. Inga underarter finns listade i Catalogue of Life.